# Szalánta
Szalánta (kroatisch Salanta) ist eine ungarische Gemeinde im Kreis Pécs im Komitat Baranya. Zur Gemeinde gehören die Ortsteile Németi und Eszterágpuszta. Ungefähr achtundzwanzig Prozent der Bewohner zählen zur Volksgruppe der Kroaten und sieben Prozent zur Volksgruppe der Roma.

## Geografische Lage
Szalánta liegt vierzehn Kilometer südlich des Zentrums der Kreisstadt und des Komitatssitzes Pécs an dem Fluss Németi-patak. Nachbargemeinden sind Bosta, Túrony, Bisse, Áta, Szőkéd und Pogány.

## Geschichte
Die heutige Gemeinde entstand im April 1977 durch den Zusammenschluss der Ortschaften Németi und Szalánta. Eine besondere Bedeutung hat der 1999 gegründete Kulturverein Marica, dessen Ziel die Pflege, Förderung und Präsentation der kroatischen Sprache und Kultur in Szalánta wie im Komitat Baranya ist. Der Verein unterstützt die Herausgabe von Publikationen in kroatischer Sprache. Es bestehen vier Volkstanzgruppen, zwei Tamburicaorchester zur Begleitung der Tänzerinnen und Tänzer und ein Chor, der sowohl Volkslieder als auch Kirchenlieder vorträgt. Das Tamburicaorchester hat CD-Aufnahmen gemacht und die Gruppen sind in der Slowakei, Tschechien, Rumänien und Kroatien aufgetreten und haben eine Reihe von Preisen bekommen.

## Gemeindepartnerschaft
- Strizivojna, Kroatien, seit 2000

## Sehenswürdigkeiten
- Heimatmuseum
- Marienstatue, im Ortsteil Németi
- Römisch-katholische Kirche Szent László, erbaut 1795–1804
- Römisch-katholische Kapelle Jézus Szíve, erbaut 1904, im Ortsteil Eszterágpuszta
- Weltkriegsdenkmal, im Ortsteil Németi

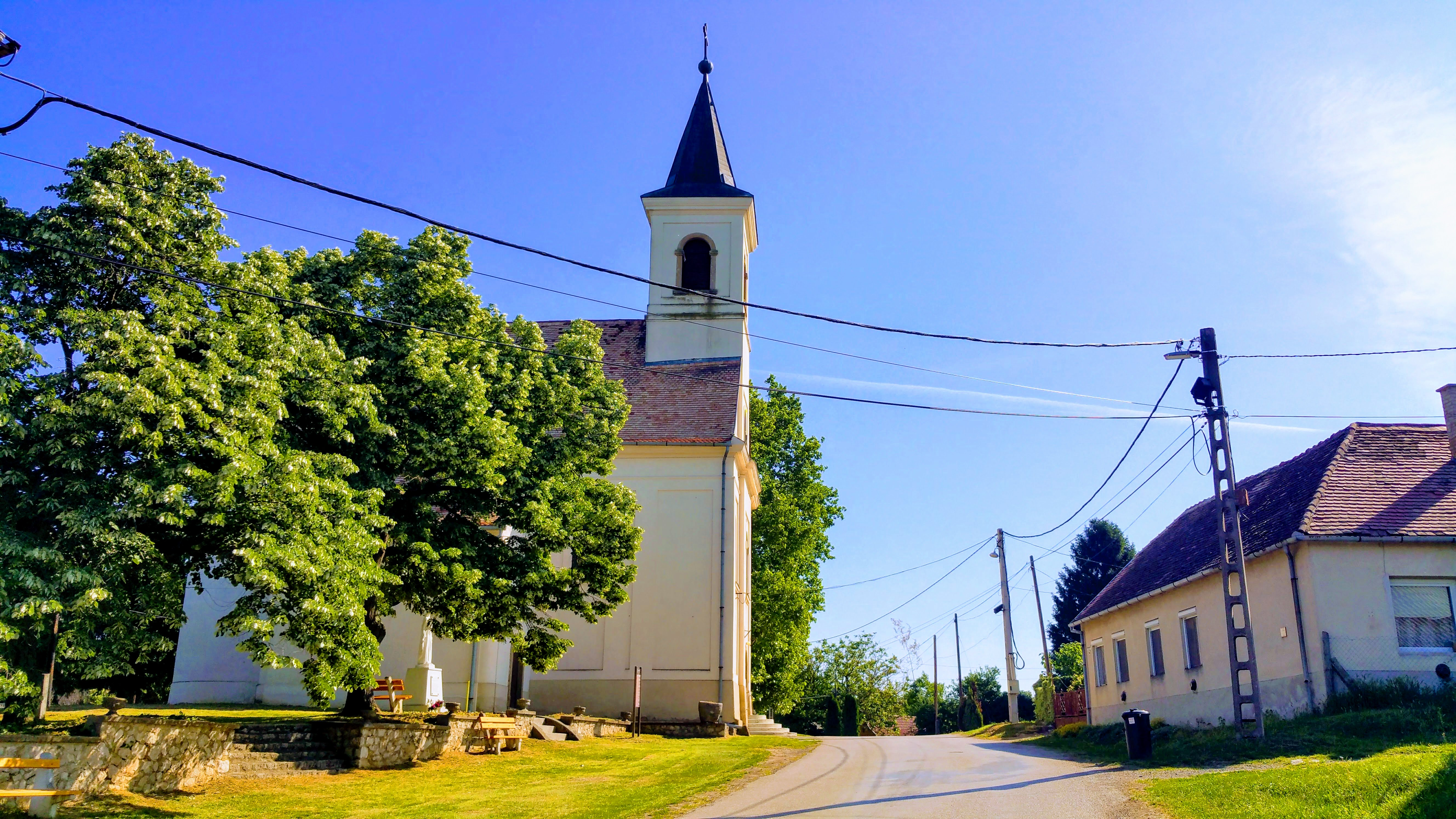
Römisch-katholische Kirche Szent László
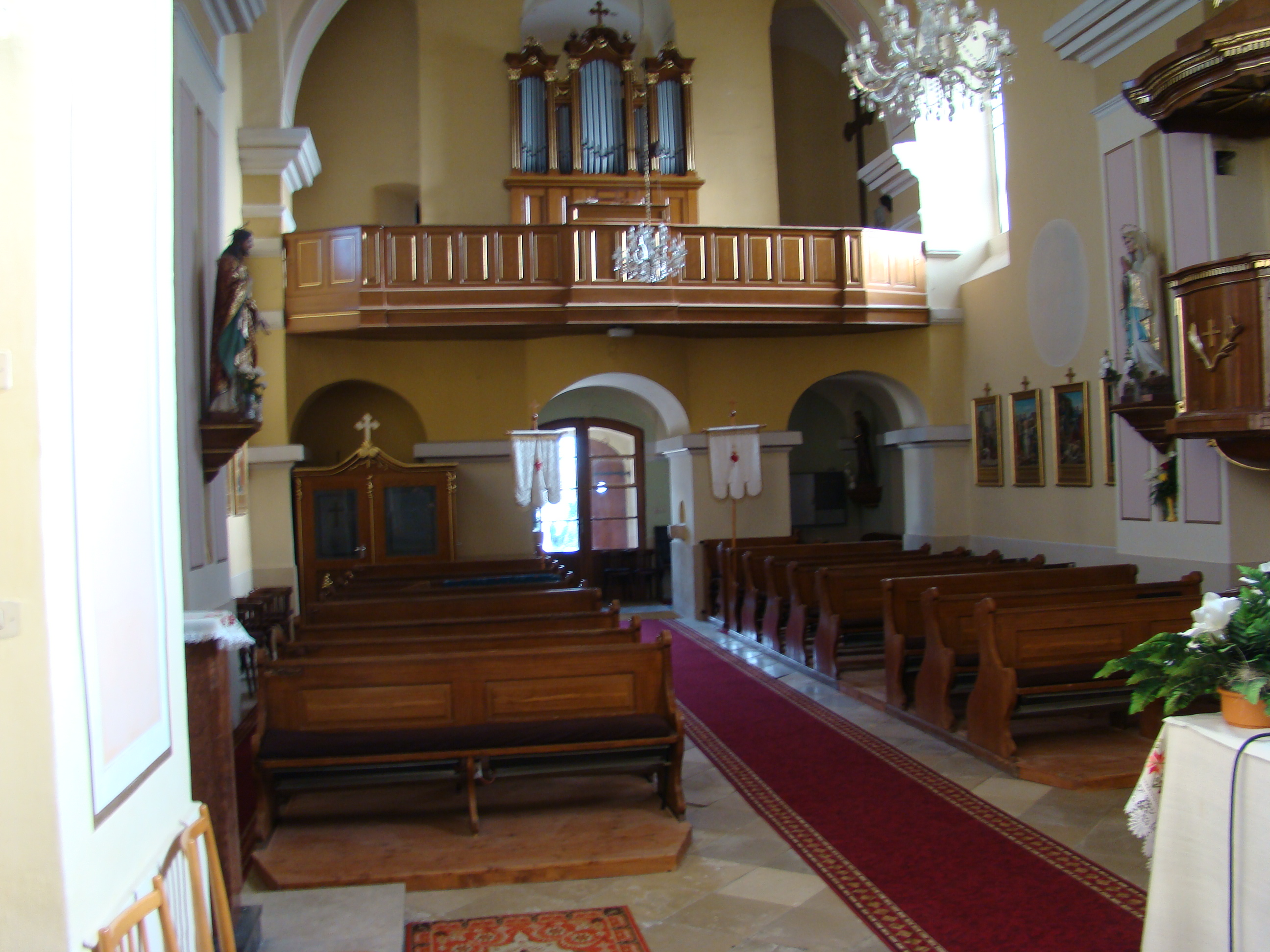
Innenraum der Kirche
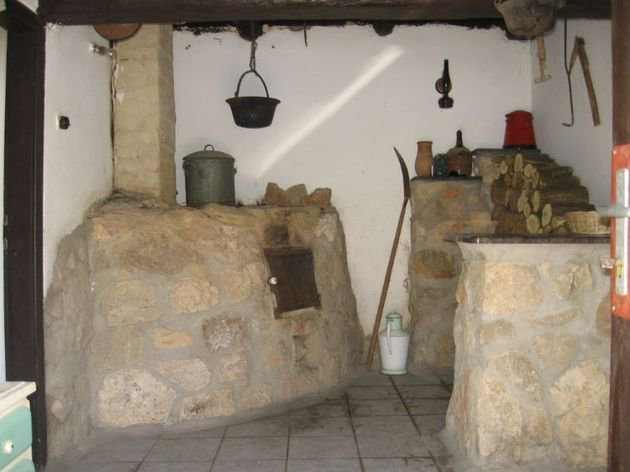
Heimatmuseum
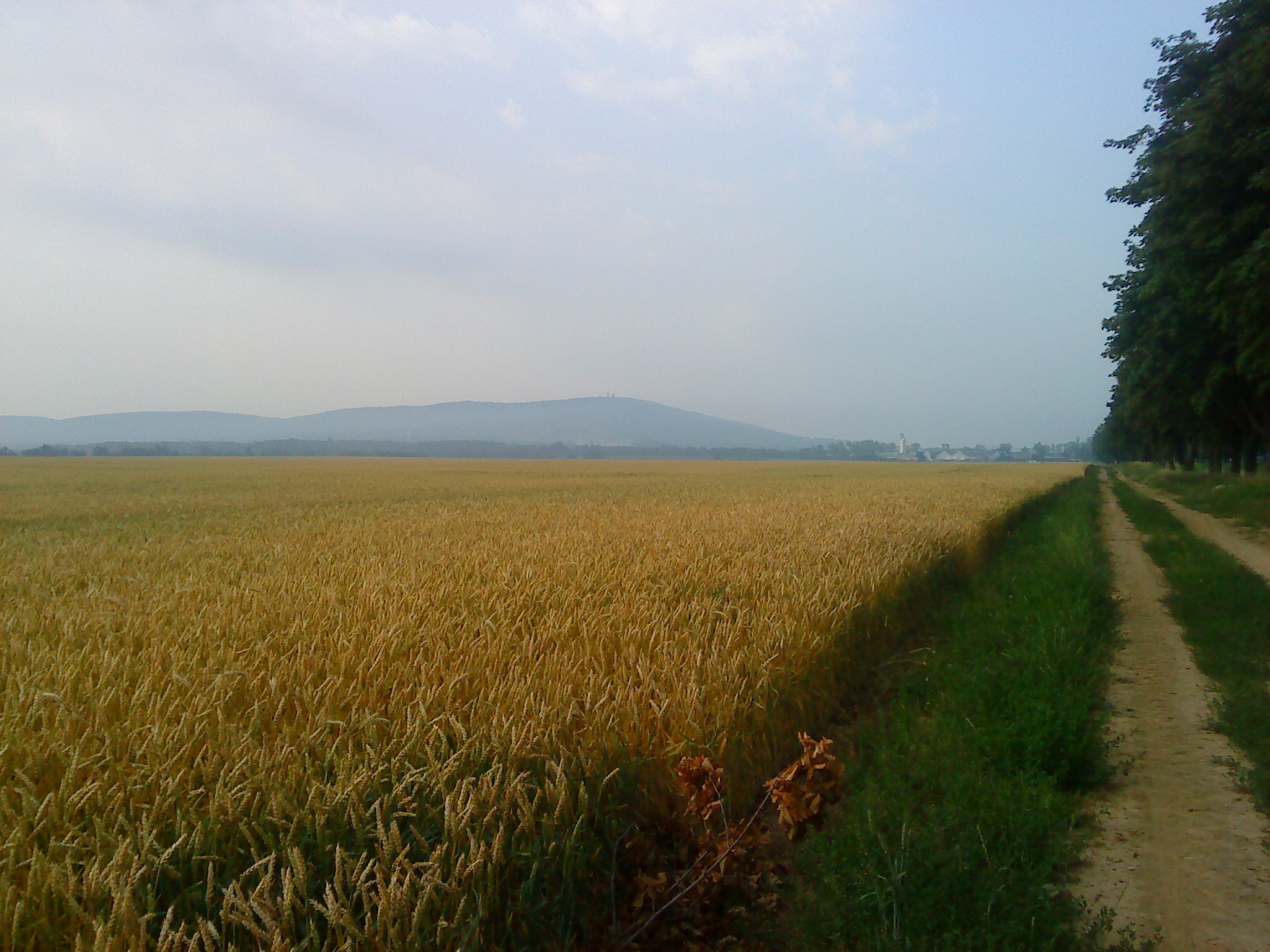
Landschaft in südliche Richtung im Sommer
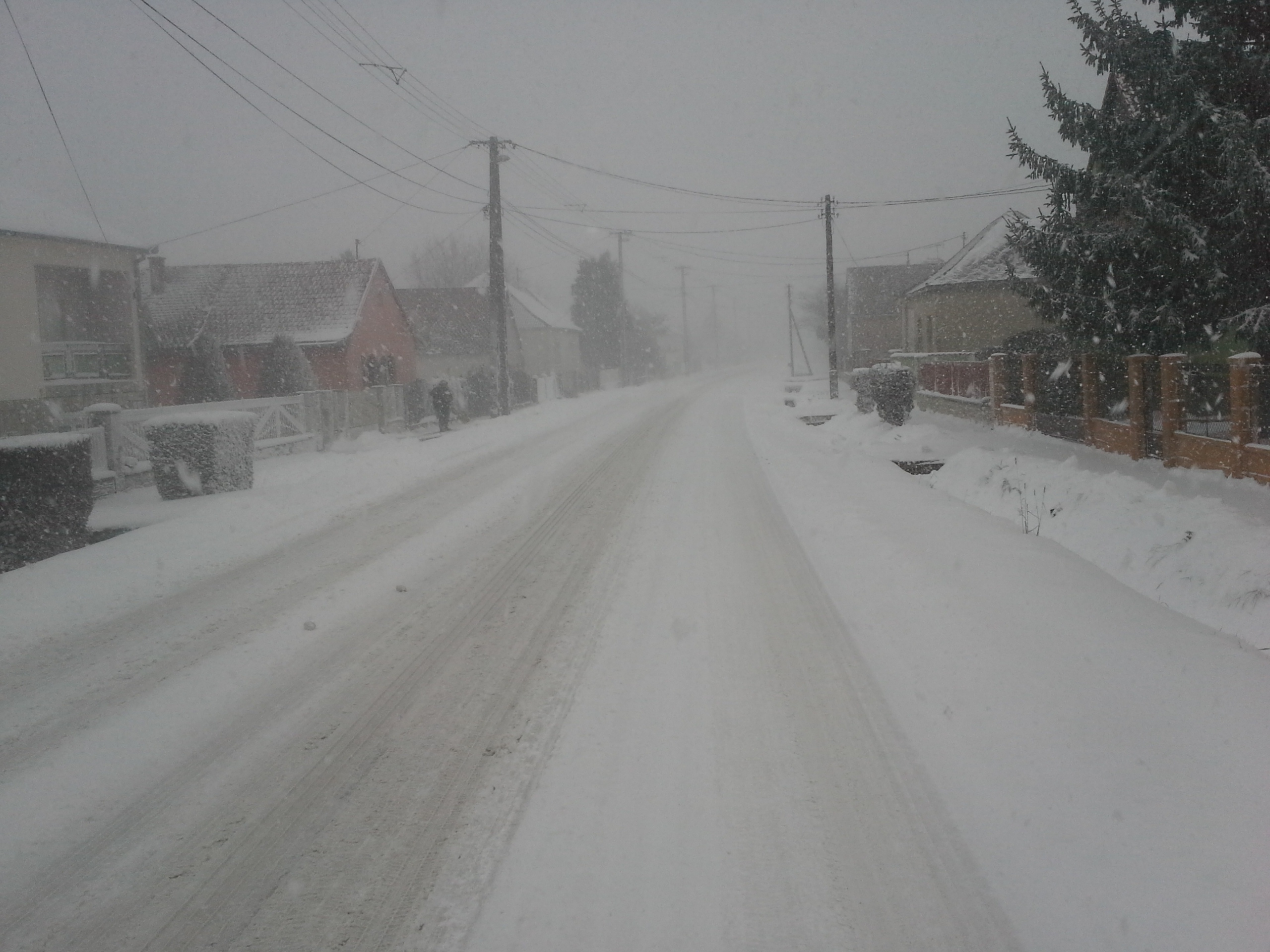
Hauptstraße Nr. 58 in nördliche Richtung im Winter

## Verkehr
Durch Szalánta verläuft die Hauptstraße Nr. 58. Es bestehen Busverbindungen nach Pécs, über Bosta nach Szilvás sowie über Harkány nach Siklós. Der nächstgelegene Bahnhof befindet sich in Pécs.